# Aaron Gilmore
Aaron Wayne Gilmore (Christchurch, 26 d'agost de 1973) és un polític neozelandès i exdiputat de la Cambra de Representants de Nova Zelanda des de les eleccions de 2008 fins a les eleccions de 2011 i des del febrer fins al maig de 2013. És membre del Partit Nacional.

## Inicis
Gilmore va néixer a Christchurch el 26 d'agost de 1973 i va créixer al barri de Parklands. Va realitzar els seus estudis secundaris a l'Escola Secundària de Nois de Shirley (Shirley Boys' High School). Els seus estudis terciaris els realitzà a la Universitat de Canterbury, d'on es graduà amb un MCom el 1995.
Començà a treballar com a economista amb el Ministeri de Transport a Wellington entre el 1995 i 1997. Va treballar al Departament de la Tresoreria com a analista econòmic sobre la privatització d'empreses públiques entre el 1997 i 1999, ajudant al ministre Tony Ryall.
El 1999 va començar a treballar per Ernst & Young on ajudà amb projectes internacionals. Entre el 2000 i 2003 va treballar en un treball similar per Cameron and Partners. Se'n retornà a Christchurch per a treballar de nou amb Ernst & Young entre el 2003 i 2004.

## Diputat
| Parlament de Nova Zelanda |      |                |        |          |
| Anys                      | Leg. | Circumscripció | Llista | Partit   |
| 2008-2011                 | 49   | Llista         | 56     | Nacional |
|                           |      |                |        |          |
| 2013                      | 50   | Llista         | 53     | Nacional |

Per a les eleccions de 2008 Gilmore fou elegit pel Partit Nacional com a candidat per a la circumscripció electoral de Christchurch East a la fi de l'any 2007. Es trobava 56è en la llista electoral del Partit Nacional. Gilmore no hi guanyà a Christchurch East, quedant en segon lloc per darrere de Lianne Dalziel del Partit Laborista, però fou elegit diputat de llista.
En les eleccions de 2011 Gilmore fou el candidat del partit a Christchurch East de nou i aquest cop es trobava 53è en la llista electoral. De nou quedà en segon lloc per darrere de Dalziel però no fou elegit.
El febrer de 2013 Gilmore va ocupar el lloc de Lockwood Smith qui va dimitir en ser nomenat ambaixador de Nova Zelanda al Regne Unit. El maig Gilmore es trobava borratxo en un restaurant de l'hotel Heritage Hanmer Springs i insultà un cambrer que no li donaria més alcohol; Gilmore l'insultà i exclamà «que no saps qui soc? Soc un polític important!». Després d'unes quantes setmanes d'escàndol en els mitjans de comunicació neozelandesos Gilmore va dimitir el 12 de maig. Fou reemplaçat per Claudette Hauiti.